# Cappella Niccolina

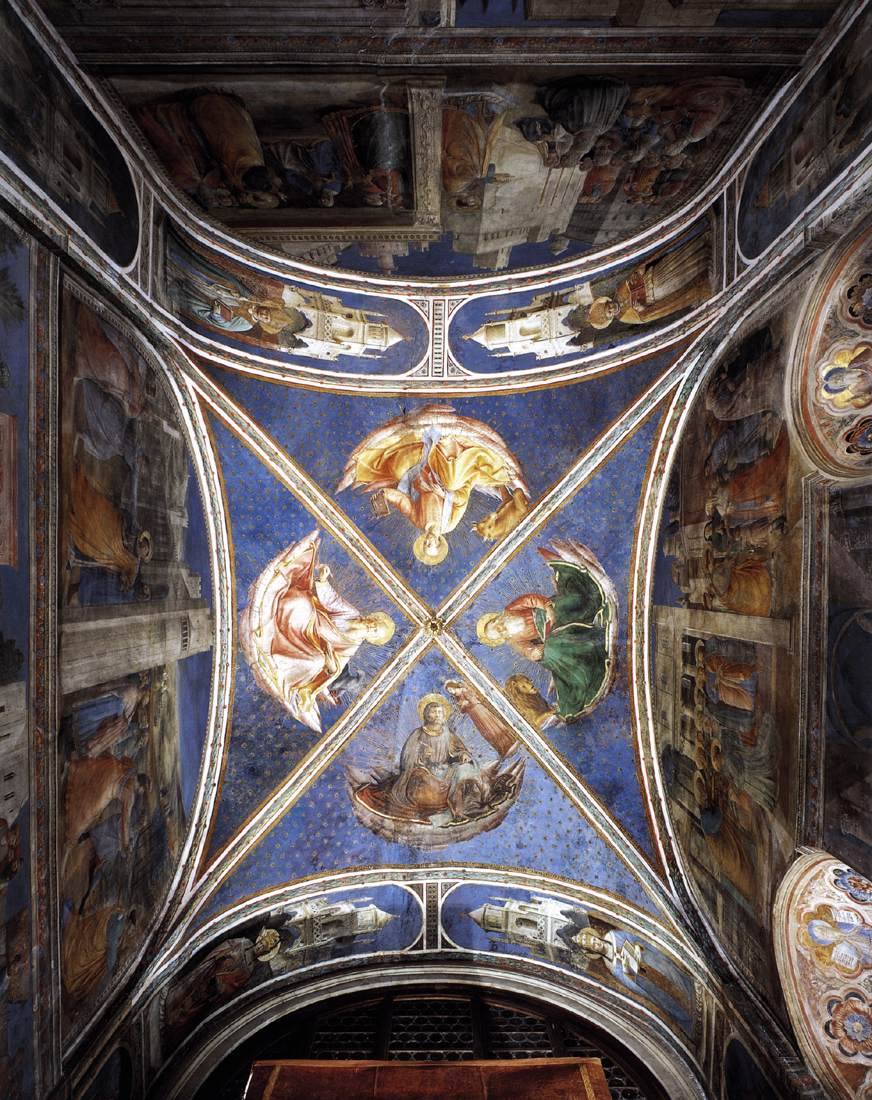
Inneres, Blick ins Gewölbe

Die Cappella Niccolina (Nikolauskapelle) ist eine Kapelle im Kern des Vatikanpalastes. Sie befindet sich dort zusammen mit den Stanzen des Raphael und gehört heute zu den Vatikanischen Museen.

## Geschichte
Der Palastkern entstand im 13. Jahrhundert unter Innozenz III. und wurde später von Nikolaus V. als Vierflügel-Anlage vollendet. Die nach Nikolaus V. benannte Cappella Niccolina ist den in Rom verehrten Erzdiakonen Stephanus und Laurentius gewidmet und wurde von Fra Angelico, der zu den wichtigsten Künstlern seiner Zeit gezählt wird, unter Mithilfe von Benozzo Gozzoli 1447 bis 1449 ausgemalt. Die Nikolauskapelle ist die einzige noch erhaltene Kapelle Fra Angelicos, wobei nur 3 Wände erhalten sind. Der an der Südwand befindliche Altar ging verloren. Laut Giorgio Vasari war dort die Grablegung Christi dargestellt, was jedoch nicht mehr nachweisbar ist.

## Bildprogramm
Die Wände der Kapelle sind in zwei Registern angelegt, die je sechs Szenen aus den Leben der Heiligen zeigen. Der Stephanuszyklus befindet sich im oberen Register, welches aus drei Lünetten besteht. Der Laurentiuszyklus liegt im Register darunter, besteht aber aus rechteckigen Bildfeldern und hat damit deutlichen Vorrang vor dem Stephanuszyklus. Hinzukommend zeigt das Gewölbe der Kapelle die 4 Evangelisten.

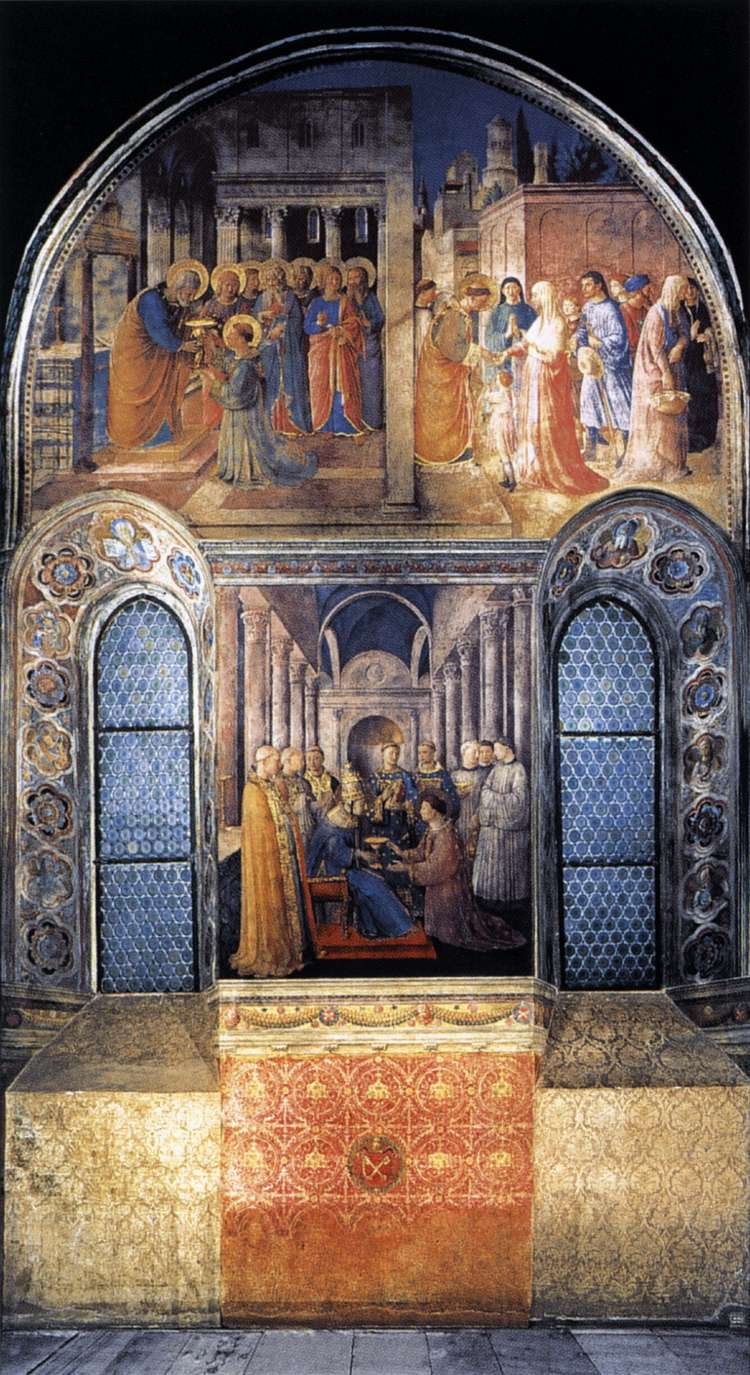
Westwand
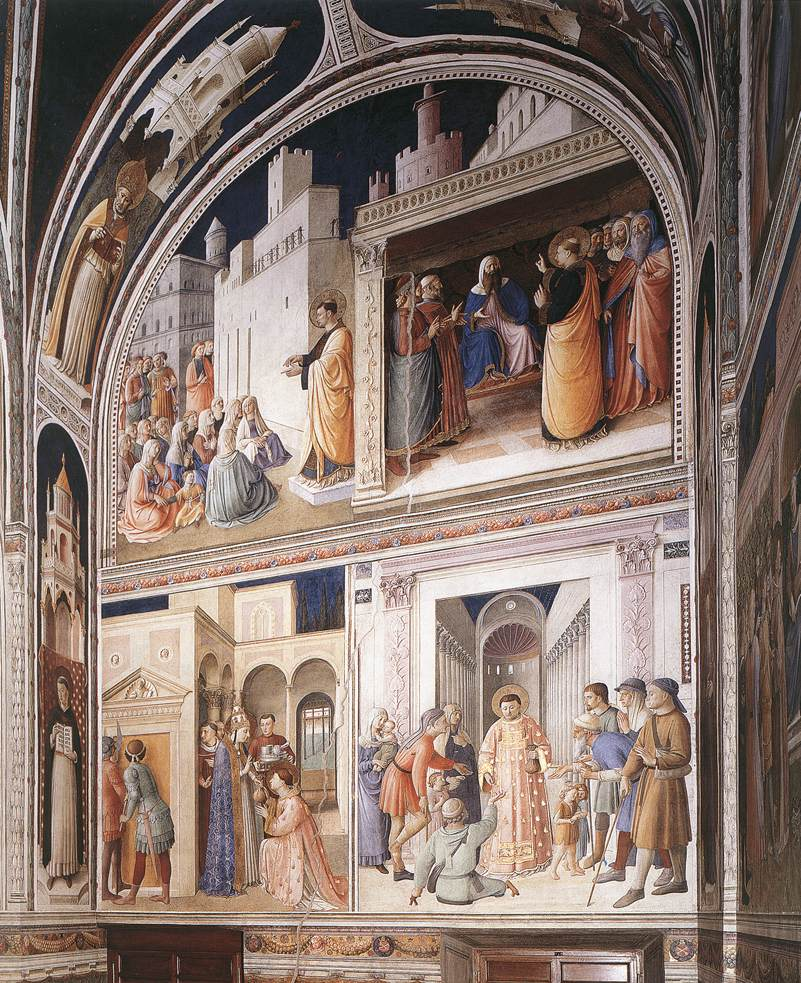
Nordwand
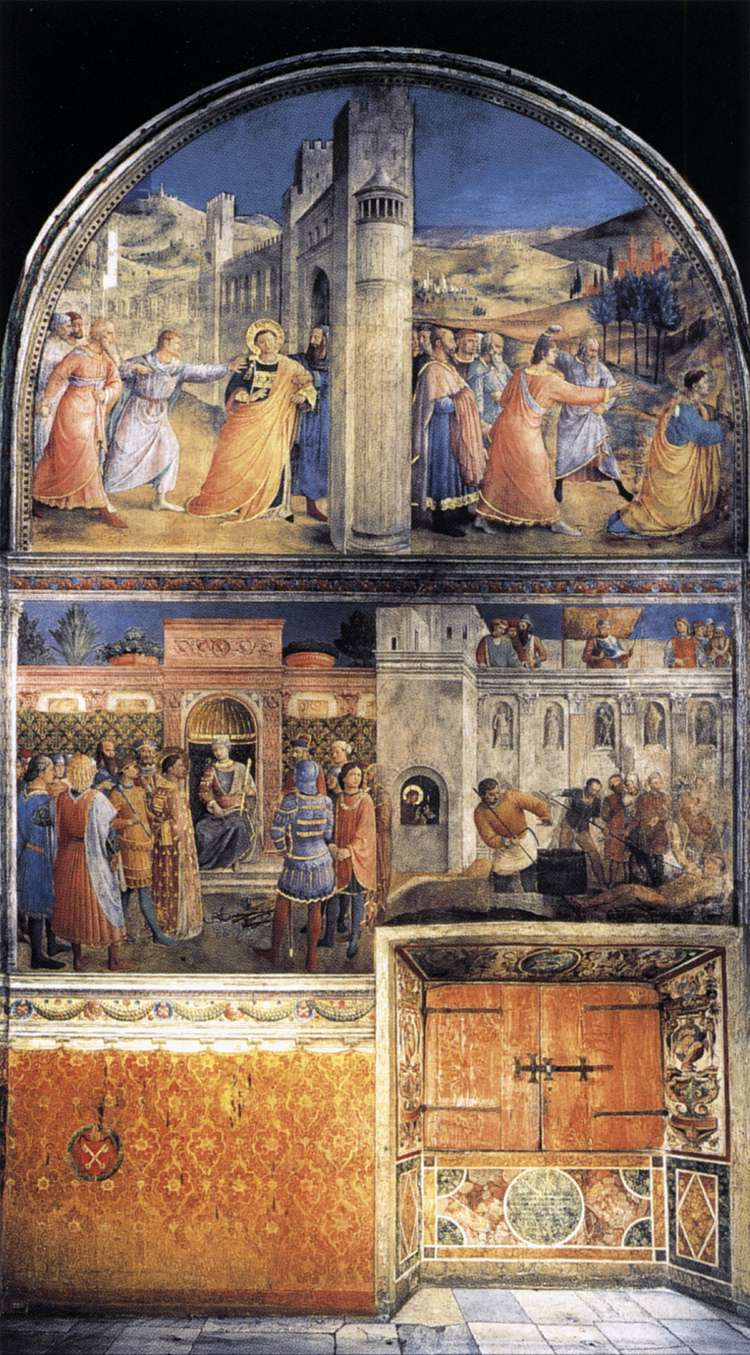
Ostwand

### Stephanuszyklus
1. Szene: Stephanus wird als Diakon eingesetzt (Apostelgeschichte 6–7)
2. Szene: Stephanus als Prediger, unwillige Zuhörer im Hintergrund, Rede des Stephanus
3. Szene: Stephanus wird vor die Stadtmauern Jerusalems gestoßen und gesteinigt, Saulus hält die Kleider der Steiniger.

Mit diesem Bildzyklus wird Stephanus als erster aller Märtyrer, sozusagen als „Proto-Märtyrer“, vorgestellt.

### Laurentiuszyklus
1. Szene: Laurentius wird von Sixtus II. als Diakon eingesetzt. Sixtus II. ist von drei Priestern umgeben, weiterhin zwei Diakone und drei Subdiakone anwesend.(Damit sind verschiedene Stände bzw. Weihegrade der Kirche vertreten.)
2. Szene: Laurentius übernimmt den Kirchenschatz von Sixtus II., um ihn an die Armen zu verteilen, damit der Schatz nicht in die Hände des Kaisers fällt, Laurentius verteilt den Schatz.
3. Szene: Vorführung des Laurentius, Verweis auf das Martergerät Rost, Marter des Laurentius zum Tod.

Im Allgemeinen sind drei Hauptaspekte des Bildzyklus zu nennen, die ihre Legitimation aus der Bibel beziehen und auf ihre Aktualität verweisen:
1. Der Bildzyklus des Stephanus und des Laurentius legt den Akzent auf die Priorität Roms als gültige Hauptstadt vor Konstantinopel und Jerusalem.
2. Der Papst wird als direkter Nachfolger Petri, durch den Vergleich von oberem und unterem Register, deklariert.
3. Die Herausstellung Petri (er weiht Stephanus), er steht über den übrigen Aposteln.

Der geschichtliche Hintergrund zum Verständnis der Bildzyklen ist die Einberufung des Konzils im Jahr 1431 durch Eugen IV., der die Reformierung der Kirche zum Ziel hatte. 1439 wurde Felix V. zum Gegenpapst gewählt und erst 10 Jahre später gezwungen abzudanken.
Im Bildzyklus der Cappella Niccolina werden in Gestalt von Stephanus und Laurentius die Kirchenideale vorgeführt, das Dienen auf das Wort des Papstes hin, mit dem Ziel, die Stellung des Papstes als absolutes Oberhaupt der Kirche zu untermauern und die Arbeit der Kirche an Solidarität und Autorität zu unterstreichen.